# Amara humilis
Amara humilis är en skalbaggsart som beskrevs av Thomas Casey. Amara humilis ingår i släktet Amara och familjen jordlöpare. Inga underarter finns listade i Catalogue of Life.